# Коксетер, Гарольд
Гарольд Скотт Макдональд Коксетер (англ. Harold Scott MacDonald Coxeter; 9 февраля 1907 — 31 марта 2003) — канадский математик британского происхождения.
Считается[кем?] одним из крупнейших геометров XX века.

## Биография
Родился в Лондоне, но провёл бо́льшую часть своей жизни в Канаде.
В молодости Коксетер сочинял музыку и был пианистом уже в возрасте 10 лет.
Он писал, что математика и музыка тесно связаны, в изложении своих идей, в статье 1962 года «Математика и музыка» в Canadian Music Journal.
Он работал в течение 60 лет в Университете Торонто и опубликовал двенадцать книг.
Наиболее известен по своим работам о правильных многогранниках.
Оставался сторонником классического подхода к геометрии в период, когда тенденция подхода к геометрии всё больше и больше напоминала подход к алгебре.
Коксетер пришёл в Тринити-колледж, Кембридж, в 1926 году в качестве преподавателя математики. Там он получил степень бакалавра в 1928 году и докторскую степень в 1931 году. В 1932 году он отправился в Принстонский университет в течение года на стипендию Фонда Рокфеллера, где он работал с Германом Вейлем, Освальдом Вебленом и Соломоном Лефшецом. Вернувшись в Тринити через год, он принял участие в семинаре по философии математики, организованном Людвигом Витгенштейном. В 1934 году он провел один год в Принстонском университете в качестве стипендиата фонда Проктера.
В 1936 году Коксетер переехал в Канаду и стал работать в Университете Торонто, став его профессором в 1948 году. Он был избран членом Королевского общества Канады в 1948 году и членом Королевского общества в 1950 году. Он работал вместе с Маурицем Эшером и Бакминстером Фуллером, часть его работ по геометрическим фигурам вдохновлена рядом их идей.
Коксетер, Лонге-Хиггинс и Миллер были первыми, кто опубликовал полный список правильных многогранников (1954).
В 1978 году Канадское математическое общество учредило премию Коксетера-Джеймса в его честь.
В 1990 году он стал иностранным членом Американской академии искусств и наук. В 1997 году он получил медаль Сильвестра от Королевского общества и был награждён Орденом Канады.

## Книги
- 1940: Regular and Semi-Regular Polytopes I, Mathematische Zeitschrift 46: 380—407, MR 2,10 doi:10.1007/BF01181449

- 1942: Non-Euclidean Geometry (1st edition),[1] (2nd ed, 1947), (3rd ed, 1957), (4th ed, 1961), (5th ed, 1965), University of Toronto Press (6th ed, 1998), MAA.

- 1954: (with Michael S. Longuet-Higgins and J. C. P. Miller) «Uniform Polyhedra», Philosophical Transactions of the Royal Society A 246: 401-50 doi:10.1098/rsta.1954.0003

- 1949: The Real Projective Plane[2]
  - Кокстер Г. С. М. Действительная проективная плоскость. -М:Физматгиз, 1959

- 1957: (with W.O.J. Moser) Generators and Relations for Discrete Groups[3] 1980: Second edition, Springer-Verlag ISBN 0-387-09212-9

- 1961: Introduction to Geometry[4][5]
  - Кокстер Г. С. М. Введение в геометрию. — М.: Наука, 1966

- 1963: Regular Polytopes (2nd edition), Macmillan Company

- 1967: (with S. L. Greitzer) Geometry Revisited
  - Коксетер Г. С. М., Грейтцер С. П. Новые встречи с геометрией. — М.: Наука, 1978. — Т. 14. — (Библиотека математического кружка).

- 1970: Twisted honeycombs (American Mathematical Society, 1970, Regional conference series in mathematics Number 4, ISBN 0-8218-1653-5)

- 1973: Regular Polytopes, (3rd edition), Dover edition, ISBN 0-486-61480-8

- 1974: Projective Geometry (2nd edition)

- 1974: Regular Complex Polytopes, Cambridge University Press

- 1981: (with R. Frucht and D. L. Powers), Zero-Symmetric Graphs, Academic Press.

- 1985: Regular and Semi-Regular Polytopes II, Mathematische Zeitschrift 188: 559—591

- 1987 Projective Geometry (1987) ISBN 978-0-387-40623-7

- 1988: Regular and Semi-Regular Polytopes III, Mathematische Zeitschrift 200: 3-45

- 1995: F. Arthur Sherk, Peter McMullen, Anthony C. Thompson and Asia Ivić Weiss, editors: Kaleidoscopes — Selected Writings of H.S.M. Coxeter. John Wiley and Sons ISBN 0-471-01003-0

- 1999: The Beauty of Geometry: Twelve Essays, Dover Publications, LCCN 99-35678, ISBN 0-486-40919-8